# Letzte-Chance-Kamm
Der Letzte-Chance-Kamm ist ein rund 1800 m hoher Gebirgskamm in den Bowers Mountains im ostantarktischen Viktorialand. Er ragt westlich der Gateway Hills und nördlich des Hunter-Gletschers in der Lanterman Range auf.
Wissenschaftler der deutschen Expedition GANOVEX III (1982–1983) nahmen seine Benennung vor. Hintergrund der Benennung ist, dass der Gebirgskamm das letzte Objekt in einer Untersuchungsreihe war, um ein geologisches Problem lösen zu können.